# Djalal al-Din Ahsan
Djalal al-Din Ahsan fou el primer sultà de Madura. Era d'origen panjabi.
Es pensa que era kotwal a Madura i va usurpar el poder, i al cap de poc temps, el 1335, es va proclamar independent i va agafar el títol de Djalal al-Din Ahsan Shah. Va emetre moneda al seu nom. Combatut pels tughlúquides (Muhammad ibn Tughluk) aquests es van haver de retirar a causa d'una epidèmia.
Fou assassinat el 1039 per un dels seus oficials que va ocupar el tron amb el títol d'Ala al-Din Udawji Shah. Una de les seves filla es va casar amb Ibn Battuta i una altra amb el quart sultà de Madura.